# مخطط فاينمان

مخطط فاينمان لحالة تشتت إلكترون على إلكترون حيث يتبادلا فوتونا (تخيليا): محور الزمن من أسفل إلى أعلى. (ويمكن استخدام نفس المخطط لوصف تبادل فوتونا بين إلكترونين ساقطين وإلكترونين ناتجين طبقا لنظرية التوصيل الفائق).

مخطط فاينمان يصف إلكترونا وبوزيترونا يفنيان بعضهما وينتجان فوتونا تخيليا (جاما)، وهذا يتجسم ويصبح زوج كواركات: كوارك q ونقيض الكوارك. ثم يشع أحد الكواركات جلوونا g.

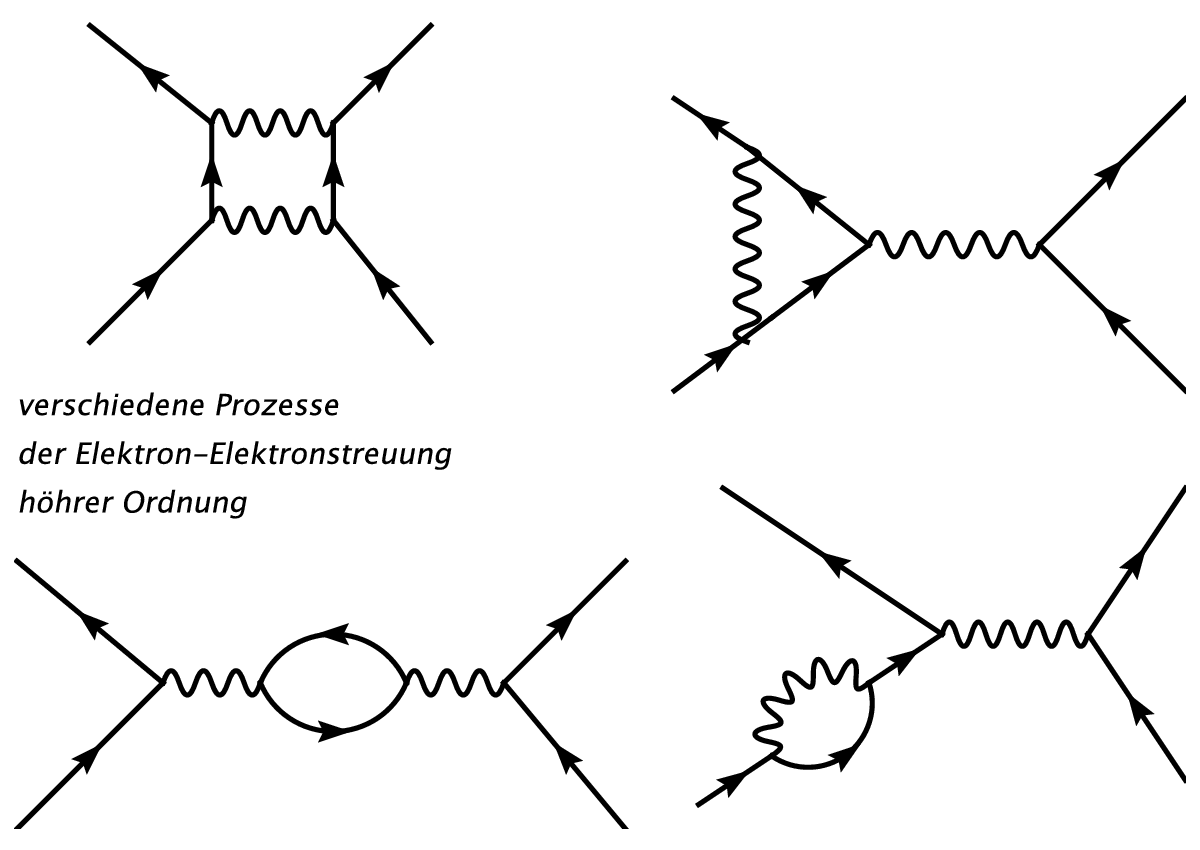
اصتدام إلكترونين: عدة طرق لسير التآثر بينهما، ولكن احتمال حدوث كل منها يكون أقل من 1%.

مخطط فاينمان في فيزياء الجسيمات (بالإنجليزية:Feynman Diagram) هو عبارة عن رسم توضيحي لتسهيل إجراء الحسابات في نظرية الحقل الكمومي، وتمثيل اصطدام جسميات أولية مع بعضها البعض وما ينتج عن هذه الاصطدامات. ، ابتكر تلك المخططات البيانية الفيزيائي الأمريكي ريتشارد فاينمان لتوضيح العمليات الرياضية التي يتبعها الباحث للحصول على ناتج الاصطدامات والتفاعلات التي تجري بين الجسيمات الأولية، وتدعي أحيانا بمخططات ستوكيلبيرغ أو مخططات البطريق.
وتتكون مخططات فينمان من خطوط خارجية تعبر عن تآثر بين جسمين قبل وبعد الاصتدام، وخطوط داخلية تربط بين أزواج من نقاط التآثر. فالخطوط الخارجية تمثل الجسيمات الداخلة في التفاعل والخارجة منه. والخطوط الداخلية التي قد تكون في هيئة موجية أو لولبية تعبر عن جسيمات خيالية تشترك في اتمام التفاعل.
ونقاط التفاعل هي التي النقاط التي تلتقي فيها خطوط التآثر، وعندها يمكن أن تنتج جسيمات أو تختفي (تفنى) أو تتشتت.
وتمثل الجسيمات المشحونة كهربيا بأسهم في اتجاه مسيرة زمن التآثر، والجسيمات المضادة في اتجاه مضاد. أي أن الأسهم تعطي اتجاه سريان الشحنة. وأما الجسيمات غير المشحونة ومضاداتها، مثل الفوتون فلا تمثل بأسهم.
وتوجد مخططات عديدة من تلك النوع تستنبط لاصتدامات وتفاعلات الجسيمات الأولية على اختلاف أنواعها. وتصنف تلك المخططات بحسب عدد الدورات الداخلية (Loop-Order). فإذا كان القوة نووية ضعيفة فتكون مساهمتها في التفاعل ذات درجة أعلى (وبالتالي تكون أضعف من التآثر الرئيسي القوي)، ويستخدم المخطط لتسهيل تمثيل حسابات ميكانيكا الكم أو نظرية اختلال التي تتعامل مع تلك المسائل.
قد تكون بعض العمليات معقدة وتصبح المخططات متفرعة في هيئة الشجرة (الجزع ويتصل به فروع) وتسمى هذه محططات شجرية.

## مثال
لحساب تشتت إلكترون على إلكترون يمثل مخطط فاينمان إلكترونين داخلين في تآثر وإلكترونين خارجين من التآثر. وعملية تشتت الإلكترونين يصفها بالكامل عدة مخططات فاينمان، كل مخطط يمثل عملية من المحتمل حدوثها، وبحساب الرياضيات لتلك العمليات يمكن التوصل إلى أكثر تلك العمليات احتمالا للحدوث، أي التوصل غلى التفاعل الذي تختاره الطبيعة لإنتاج النواتج. ويبين لمخطط العلوي تشتت إلكترونين: فتصف الأربعة أسهم الخارجية الإلكترونين الداخلين في تفاعل (أو تآثر) والإلكترونين الناتجين من التآثر، وتمثل الموجة بينهما فوتونا تخيليا يمثل التآثر الكهرومغناطيسي بينهما. ولحساب عملية تشتت الإكترونات واتباع مبادئ فاينمان للصياغة الرياضية التي تأخذ في الاعتبار الأسهم في المخطط ونقط التفاعل فيجب الرجوع إلى الكتب الخاصة لفيزياء الجسيمات.

## الغرض منه
يحاول مخطط فاينمان الإجابة على السؤال: ماذا يحدث عند التقاء جسمين أولين بعضهما البعض؟ خلال الأربعينيات من القرن الماضي كان رد الفيزيائيين على هذا السؤال بسيطا. يتنافر الإلكترونان بسبب شحنتهما المتماثلة، ويمكن حساب مساريهما قبل وبعد الاصتدام بالطرق الكلاسيكية المتبعة مع حساب أفلاك الكواكب والشهب. ولكن معادلات الإلكتروديناميك يمكن استخدامها مع الحالات البسيطة فقط. فقد علمنا منذ مطلع القرن العشرين أن الإلكترون له صفات الجسيم وصفات الموجة في نفس الوقت. وأصبح التعامل الرياضي معه لوصف سلوكه في تفاعله مع جسيمات أخرى يستلزم استخدام رياضيات جديدة ابتكرها شرودنجر وهايزنبرج وهي تعبر عن ازدواجية موجة-جسيم. حلول تلك الرياضيات الكمومية لا تعطي حلا منفردا لمسار جسيم كالإلكترون، وإنما تعطي عدة احتمالات لوصف المسار الناتج، والحل الصحيح من بينها هو الحل «الأكثر احتمالا».
وبغرض معرفة نتيجة تقابل جسيمان أوليان يتحتم على الفيزيائي أن يقترح عدة طرق لسريان التفاعل بينهما وحساب كل من تلك الطرق على حده، ثم الأخذ بالحل الأكثر احتمالا طبقا للصيغ الرياضية المحسوبة. والطريقة معقدة ولا يجب أن يترك أو يسهى الفيزيائي عن طريقة للتعامل في حل المسألة التي بين يديه، فقد يتسبب هذا السهو في وقوعه في خطأ جسيم. لهذا ابتكر فاينمان مخططاته لسير العمليات المختلفة، وهي توضح إمكانيات وقوع حدث كمومي بين الجسيمات.
بصفة عامة تصف كل نقطة من المخطط وكل خط وكل موجة تعبير رياضي معقد، وبضرب تلك العناصر الرياضية بعضها البعض تنتج معادلة تعبر عن «مقدار احتمال» وقوع العملية الممثلة في مخطط فاينمان.
تمثل الخطوط في مخطط فاينمان جسيم داخل في تفاعل، إلكترون أو كوارك أو بوزون، وتمثل الموجة في المخطط القوة الكهرومغناطيسية، ويمثل الخط المتقطع القوة الضعيفة ويمثل الخط اللولبي القوة النووية. والعضو الثالث في المنظومة هي النقاط التي تلتقي فيها الجسيمات ويحدث بينها تآثر متبادل.في مثالنا اعلاه بالنسبة لاصتدام إلكترونين يتبادل الإلكترونان فوتونا يعمل على تنافرهما.
التفاعلات بين الجسيمات التي يقترحها الفيزيائي في البدء قد تتضمن عمليات يتكثف فيها «الفراغ» Vacuum لفترة زمنية قصيرة جدا منتجا جسيم خيالي Virtual particle مما يجعل التفاعل بين الجسيمات المتفاعلة يسير بطريقة مختلفة عن حالة سير تفاعل بسيط للجسيمات.